# 카르포시시

카르포시 시의 위치

카르포시시(마케도니아어: Општина Карпош)는 마케도니아 공화국의 수도인 스코페를 구성하는 10개 지방 자치체 가운데 하나로 면적은 105km2, 인구는 59,666명(2002년 기준)이다. 서쪽으로는 사라이 시와 조르체페트로프 시, 북쪽으로는 추체르산데보 시, 북동쪽으로는 부텔 시, 동쪽으로는 차이르 시와 첸타르 시, 키셀라보다 시, 남쪽으로는 소피슈테 시와 접한다.